# Гейлер, Юрг
Юрг Ге́йлер (нем. Jürg Geiler) — швейцарский кёрлингист.
В составе мужской сборной Швейцарии бронзовый призёр чемпионата мира 1974. Чемпион Швейцарии среди мужчин, двукратный чемпион Швейцарии среди юниоров. В составе мужской сборной ветеранов Швейцарии бронзовый призёр чемпионата мира 2005.
Играл на позиции первого.

## Достижения
- Чемпионат мира по кёрлингу среди мужчин: бронза (1974).
- Чемпионат мира по кёрлингу среди ветеранов: бронза (2005).
- Чемпионат Швейцарии по кёрлингу среди мужчин: золото (1974).
- Чемпионат Швейцарии по кёрлингу среди юниоров: золото (1972, 1973).

## Команды
| Сезон   | Четвёртый        | Третий           | Второй               | Первый     | Запасной  | Турниры            |
| ------- | ---------------- | ---------------- | -------------------- | ---------- | --------- | ------------------ |
| 1971—72 | Бернард Аттингер | Петер Аттингер   | Маттиас Нойеншвандер | Юрг Гейлер |           | ЧШЮ 1972           |
| 1972—73 | Петер Аттингер   | Бернард Аттингер | Маттиас Нойеншвандер | Юрг Гейлер |           | ЧШЮ 1973           |
| 1973—74 | Петер Аттингер   | Бернард Аттингер | Маттиас Нойеншвандер | Юрг Гейлер |           | ЧШМ 1974 · ЧМ 1974 |
| 2004—05 | Петер Аттингер   | Бернард Аттингер | Маттиас Нойеншвандер | Юрг Гейлер | Симон Рот | ЧМВ 2005           |

(скипы выделены полужирным шрифтом)